# Cuchna nawozowa
Cuchna nawozowa (Scathophaga stercoraria L.) – gatunek owada z rzędu muchówek.

## Występowanie
Cuchna nawozowa występuje w całym państwie holarktycznym. Została również sztucznie wprowadzona do Afryki Południowej.

## Morfologia
Samce cuchny nawozowej mają owłosienie rude, samice natomiast oliwkowozielone. Różnią się one również wielkością – samce są większe. Mają też silne nogi zaopatrzone w pazury, służące im do walki o samicę.

## Ekologia

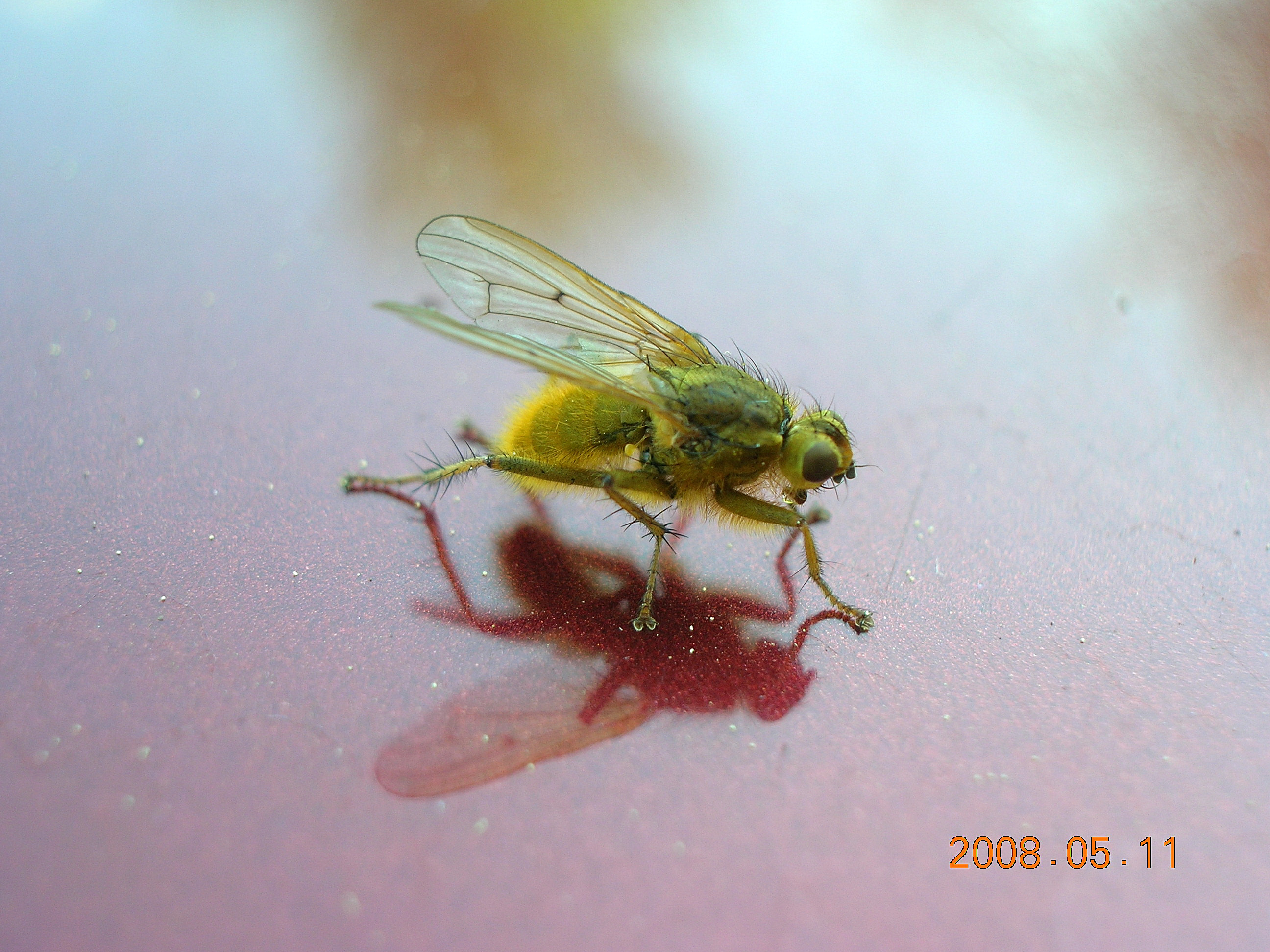
Cuchna nawozowa w spoczynku

Cuchna nawozowa występuje na różnych siedliskach, takich jak pastwiska, wysypiska odpadów i gnojowiska. Larwy owada należą do saprofagów. Odżywiają się odchodami ssaków, głównie bydła. Samce żywią się innymi owadami, przede wszystkim muchówkami. Wysysają ich ciało za pomocą zaostrzonego ryjka. Rozmnażanie cuchny nawozowej odbywa się na odchodach bydła. Pierwsze przylatują samce, a następnie mniej liczne samice, które szybko zaczynają być oblegane przez płeć przeciwną. Następuje walka między samcami o samice. Wygrywa ten, który jako pierwszy usadowi się na samicy i rozpocznie kopulację. Nie odstępuje on samicy aż do momentu złożenia jaj. Gdy inny samiec dotknie samicy, następuje zacięta walka, podczas której mogą zostać zgniecione składane jaja, a także sama samica.
Do kopulacji dochodzi na świeżych jeszcze odchodach bydła. Wkrótce po kopulacji samica składa do tych odchodów oskrzydełkowane jaja o długości ok. 1 mm. Rozwój larw o długości ok. 10 mm odbywa się w odchodach.
Populacje Scathophaga stercoraria występujące powyżej 1500 m n.p.m. wyraźnie różnią się od tych zamieszkujących 500 m n.p.m. Te występujące w wyższych partiach cechuje mniejsza wielkość i różnorodność płciowa. Samce są niewiele większe od samic. Ponadto składane jaja są większe od tych znajdujących się w niższych partiach.

## Znaczenie
Dzięki swemu krótkiemu cyklowi życiowemu i łatwości manipulacji eksperymentalnej cuchna nawozowa jest często wykorzystywana do badań nad działaniem genów oraz nad tym, jak warunki środowiska wpływają na enzymy i allele genów.
Przez to, że larwy owada są saprofagami odżywiającymi się bydlęcymi odchodami, przyczyniają się one do szybkiego niszczenia obornika.